# Charles Dominique Joseph Bouligny

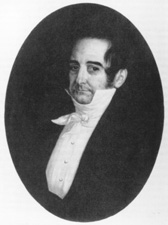
Charles Dominique Joseph Bouligny

Charles Dominique Joseph Bouligny (* 22. August 1773 in New Orleans, Vizekönigreich Neuspanien; † 4. März 1833 ebenda) war ein US-amerikanischer Politiker (Demokratisch-Republikanische Partei), der den Bundesstaat Louisiana im US-Senat vertrat.
Als Junge erhielt Charles Bouligny Unterricht von Privatlehrern. Danach diente er im Rang eines Ensign in einem Regiment der spanischen Armee, das unter dem Kommando seines Vaters stand; zu diesem Zeitpunkt war Louisiana eine spanische Kolonie. Nachdem das Gebiet durch den Louisiana Purchase an die Vereinigten Staaten gefallen war, nahm Bouligny im Jahr 1803 die amerikanische Staatsbürgerschaft an. Er studierte danach die Rechtswissenschaften, wurde in die Anwaltskammer aufgenommen und begann als Jurist in New Orleans zu praktizieren.
Im Jahr 1806 hatte Bouligny als Abgeordneter im Repräsentantenhaus des Louisiana-Territoriums sein erstes politisches Mandat inne; danach fungierte er als Friedensrichter in New Orleans. Während der britischen Invasion in den Jahren 1814 und 1815 wirkte er im Verteidigungsausschuss von Louisiana mit. Am 19. November 1824 zog Charles Bouligny dann als Nachfolger des zurückgetretenen Henry Johnson in den US-Senat ein. Er verblieb bis zum 3. März 1829 in Washington, D.C. und war während dieser Zeit unter anderem Vorsitzender des Landwirtschaftsausschusses.
Nach seiner Zeit im Senat kehrte Bouligny nach New Orleans zurück, wo er im März 1833 starb. Sein Neffe John Edward Bouligny wurde ebenfalls Politiker und saß von 1859 bis 1861 für Louisiana im Repräsentantenhaus der Vereinigten Staaten.